# 앗사무 사건
앗사무 사건 또는 앗사무 전투는 1966년 11월 13일 이스라엘 방위군이 요르단 점령 서안 지구에 위치한 앗사무에 공격을 가한 전투이다. 3명의 이스라엘 순찰병의 목숨을 앗아간 요르단 강 서안 지구에서 발생한 파타의 지뢰 공격에 복수하는 것이 이 전투의 목표였다. 이 전투는 요르단 영토에서 벌어진 것으로 추정되며, 수에즈 위기 이후 이스라엘 군이 수행한 최대 규모의 작전이었다. 또한 앗사무 사건은 1967년 6일 전쟁의 발발에 직접적인 원인을 제공한 도화선 중 하나로 여겨지고 있다. 1965년 이래 요르단은 파타의 태업 활동들을 제한하기 위해 활발한 노력을 펼쳤다. 사건의 처리에 대해 이스라엘 정계와 군사계는 이를 비판했고, 유엔은 유엔 안보리 결의안 제228호를 통해 대응했다.

## 배경
3년 간 요르단의 후세인 1세 국왕은 이스라엘 외무부 총리였던 골다 메이어와 부총리 압바 에반을 비밀리에 만나 평화와 국경 보안에 대해 이야기했다. 후세인은 이스라엘 대표와의 만남 중 한 번 "나는 그들에게 심각한 보복성 기습을 감당할 여력이 없다고 말했고, 그들은 이 논리를 받아들여 그러한 일이 없을 것이라고 약속했다."고 언급했다. 11월 11일 밤 경찰을 태운 이스라엘 국경순찰차가 이스라엘-요르단 국경의 지뢰 지역을 통과하던 중 3명이 사망하고 6명이 부상을 입었다. 지뢰는 파타 소속의 인물이 매설한 것으로 알려졌다. 11월 12일, 후세인 1세는 암만의 미국 대사관을 통해 이스라엘 총리 레비 에슈콜에게 사죄의 편지를 전달했다. 그곳에서 텔아비브에 있던 미국 대사 월워스 바부르가 총리에게 전달하기 전 이 편지를 받았고, 그 편지가 중요하지 않다고 판단해 그는 책상에 그 편지를 올려놓았다. 다른 이야기에 따르면, 바부르에게 11일 편지가 도착했지만 다가오는 안식일로 인해 이를 전달하는 것이 늦어졌다. 11월 13일 이른 아침, 후세인 1세는 이스라엘이 요르단을 공격할 의도가 없다는 것을 언급한 이스라엘 연락자로부터 청하지 않은 메시지를 받았다.

## 이스라엘의 목표
이스라엘의 국경 너머 공격의 이유는 지뢰 사건으로 인한 이스라엘인들의 죽음에 대한 복수였다. 작전의 더 큰 목적은 팔레스타인 주민들의 폭력을 미리 막기 위해 헤브론 남쪽의 팔레스타인 마을들을 소개하는 것이었다. 이스라엘은 이 마을의 거주민들이 후세인 1세에게 파타와 다른 팔레스타인 무장단체들을 복종시키를 원했다. 이스라엘이 앗사무에 공격을 가한 이유는 불명확하다. 이 기간 동안 앗사무를 순찰하던 요르단 강 서안 지구의 네덜란드 유엔 감찰관이었던 얀 뮈렌 중령은 6일 전쟁 40주년 때 인터뷰에 응했는데, 그는 앗사무와 관련된 이스라엘의 책임을 부인했다. 그는 "이 마을의 사람들이 이스라엘에 대한 공격에 맞서 무언가하려고 했는가? 그것은 아니다. 이 마을뿐만 아니라 서안 지구 전체에서 말이다. 오직 서구 장교들만이 작전을 펼쳤고, 우리는 순찰을 했다. 상황은 매우 고요했다."라고 말했다. 하지만, 공격자들의 요르단 측 기록은 독립적으로 조사되지 않았음에도 불구하고, 이스라엘 순찰병에 대한 공격은 2달 전에 이루어졌다. 요르단은 즉각적으로 유엔 안보리에 공식적인 이의를 제기했다.
이스라엘의 목표가 파타이 지뢰 사건에 대한 보복이었지만, 이스라엘의 첫 작전은 1949년 휴전선을 건너 루임 엘 마드파의 요르단 경찰서를 파괴하는 것이었다. 추가적으로 앗사무에 대한 대규모 파괴뿐만 아니라, 이스라엘군은 인근의 다른 마을에도 피해를 입히고자 했다. 아랍 연맹에 따르면, 이 공격의 주요 목표는 통합 아랍 사령부라 불리는 것에 대한 효율성과 이집트나 시리아 같은 다른 아랍 국가들이 요르단을 지원할 지에 시험해보기 위한 것이었다. 이 보고서에 따르면, 앗사무 사건은 6일 전쟁의 예비전이라고 본다.

## 같이 보기
- 키비아 학살
- 중동 전쟁
- 이스라엘-팔레스타인 분쟁
- 6일 전쟁
- 카라메흐 전투

## 참고 문헌
- Shemesh, Moshe (2002). “'The IDF raid on Samu': the turning-point in Jordan's relations with Israel and the West Bank Palestinians”. 《Israel Studies》 7 (1): 139–166. doi:10.1353/is.2002.0008.
- Ben-Yehûdā, Ḥemdā and Sandler, Shmuel (2002). The Arab-Israeli Conflict Transformed: Fifty Years of Interstate and Ethnic Crises. SUNY Press. ISBN 0-7914-5245-X
- Bowen, Jeremy (2003). Six Days: How the 1967 War Shaped the Middle East. London: Simon & Schuster. ISBN 0-7432-3095-7
- Brenchley, Frank (1989). Britain and the Middle East: An Economic History 1945–87. I.B.Tauris. ISBN 1-870915-07-0
- Bunch, Clea Lutz (2008). “Strike at Samu: Jordan, Israel, the United States, and the Origins of the Six-Day War”. 《Diplomatic History》 32 (1): 55–76. doi:10.1111/j.1467-7709.2007.00677.x.
- Hussein of Jordan (1969). My "War" with Israel. London: Peter Owen. ISBN 0-7206-0310-2
- Mayhew, Christopher and Adams, Michael (2006). Publish It Not: The Middle East Cover Up. Signal Books. ISBN 1-904955-19-3
- Oren, Michael (2002). Six Days of War. Oxford University Press. ISBN 0-19-515174-7
- Prittie, Terence (1969). Eshkol of Israel: The Man and the Nation. London, Museum Press. ISBN 0-273-40475-X
- Shalom, Zaki (2006). Ben-Gurion's Political Struggles, 1963–67: A Lion in Winter. London: Routledge. ISBN 0-7146-5652-6